# Glasgow Challenger
El Glasgow Challenger es un torneo profesional de tenis. Pertenece al ATP Challenger Tour. Se juega desde el año 2024 sobre pistas de dura bajo techo, en Glasgow, Reino Unido.

## Palmarés

### Individuales
| Año  | Campeón             | Finalista        | Resultado     |
| ---- | ------------------- | ---------------- | ------------- |
| 2024 | Clément Chidekh     | Paul Jubb        | 0–6, 6–4, 6–1 |
| 2025 | Nicolai Budkov Kjær | Viktor Durasovic | 6–4, 6–3      |

### Dobles
| Año  | Campeones                     | Finalistas                 | Resultado         |
| ---- | ----------------------------- | -------------------------- | ----------------- |
| 2024 | Scott Duncan Marcus Willis    | Kyle Edmund Henry Searle   | 6–3, 6–2          |
| 2025 | Daniel Cukierman Joshua Paris | Vasil Kirkov Marcus Willis | 5–7, 6–4, [12–10] |